# 僕ら的には理想の落語
『僕ら的には理想の落語』（ぼくらてきにはりそうのらくご）は、2021年1月6日から3月31日までTOKYO MXで毎週水曜の22時30分 - 23時30分に放送されたテレビドラマである。
声優が腐男子噺家に扮し、2人1組で掛け合い落語を披露する。披露される落語は既存の落語にボーイズラブ要素を加え、アレンジしたものである。

## キャスト

### 妄想亭一門
妄想亭 万識（もうそうてい よろしき）
演 - 中島ヨシキ
妄想亭 和穏（もうそうてい わおん）
演 - 伊東健人
妄想亭 上利（もうそうてい あがり）
演 - 土田玲央
妄想亭 茸丸（もうそうてい たけまる）
演 - 榊原優希
師匠
声 - 森川智之
本作のナレーション。

### カフェの人々
桐生 泰雅（きりゅう たいが）
演 - TAISEI（G.U.M）
碓氷 蒼生（うすい あお）
演 - 露口祐斗
間島 誠司（まじま せいじ）
演 - 綾切拓也
成瀬 美冬（なるせ みふゆ）
演 - 輝海
寺門 雅嗣（てらかど まさつぐ）
演 - 杉江優篤
結城 陽都（ゆうき はると）
演 - 吉田大輝

## スタッフ
- 脚本 - 篠目ゆき
- 落語監修 - 笑福亭希光[1]
- 制作協力 - シネフューチャー、共同テレビジョン
- 制作著作 - ムービック

## 主題歌
「妄想亭のテーマ」
作詞・作曲 - ヒゲドライバー / 編曲 - 橘亮祐 / 歌 - 妄想亭一門［万識（中島ヨシキ）、和穏（伊東健人）、上利（土田玲央）、茸丸（榊原優希）］

## エピソードリスト
| #  | エピソードタイトル | 落語演目   |
| -- | ------------------ | ---------- |
| 1  | その手を待つ       | 笠碁       |
| 2  | 稲妻と雷鳴         | 宮戸川     |
| 3  | 眉丸の狐           | 王子の狐   |
| 4  | 小僧いじり         | 居酒屋     |
| 5  | 夢の女             | 肝潰し     |
| 6  | ヤブのふんどし     | 金たま医者 |
| 7  | 総集編             | ―          |
| 8  | 職人ひねり         | 粗忽の使者 |
| 9  | 猫煩い             | 猫退治     |
| 10 | 江戸の女           | いいえ     |
| 11 | 神話               | 大神宮     |
| 12 | 紙の誘い           | 紙くず屋   |
| 13 | ここの仕来り       | 木乃伊取り |

## 放送局
| 放送局   | 放送日時                     | 放送期間                                        |
| -------- | ---------------------------- | ----------------------------------------------- |
| TOKYO MX | 水曜 22:30 - 23:00           | 2021年1月6日 - 3月31日                          |
| BS日テレ | 木曜 0:30 - 1:00（水曜深夜） | 2021年1月7日（6日深夜） - 4月1日（3月31日深夜） |